# Microregiunea Balassagyarmat
Microregiunea Balassagyarmat (în maghiară Balassagyarmati kistérség) a fost o microregiune statistică (kistérség) din județul Nógrád, Ungaria.
Cu o populație de 39.623 locuitori și o suprafață de 532,94 km2, aceasta a existat până în 2014, când în Ungaria, microregiunile ”kistérségek” au fost înlocuite de districte (járások).